# Pselnophorus laudatus
Pselnophorus laudatus là một loài bướm đêm thuộc họ Pterophoridae. Nó được tìm thấy ở Madagascar.